# Paeonocanthus hogansi
Paeonocanthus hogansi is een eenoogkreeftjessoort uit de familie van de Sphyriidae. De wetenschappelijke naam van de soort is voor het eerst geldig gepubliceerd in 2003 door Ho, I.H. Kim, Nagasawa & Saruwatari.